# ألبرت ويغان
ألبرت ويغان (بالألمانية: Albert Wigand) (و. 1821 – 1886 م) هو عالم نبات، وأستاذ جامعي، واخصائي فطريات من ألمانيا .
توفي في ماربورغ.

## مناصب وهيئات
أدار جامعة ماربورغ.